# Sane (Palene)

Mapa de la Antigua Macedonia con la ubicación de Sane, en la península de Palene.

Sane (Σάνη) fue una antigua ciudad griega de la península de Palene, en la Calcídica. Estaba situada entre Mende y Potidea. No debe confundirse con otra Sane situada también en la Calcídica, en el monte Athos.
Era miembro de la Liga de Delos. Fue mencionada por Heródoto al narrar el paso de Jerjes I por Tracia. Pomponio Mela la sitúa cerca del Canastraeum Promontorium.